# رأس الأسود
رأس الأسود (بالكردية: Feqîra‏) هي قرية سوريّة تتبع إداريّاً لمحافظة حلب منطقة عفرين ناحية جنديرس. بلغ تعداد سكانها 275 نسمة حسب التعداد السكاني لعام 2004، و1,706 نسمة حسب قيود السجل المدني لنهاية عام 2005. يدين سكانها بالإيزيدية.

## التسمية
كان سكانها الإيزيديون يضعون حطاطات رأس سوداء فسماها جابي الضرائب العثماني باسم "قَرَه باش"، والاسم المعرب هو ترجمة للتسمية القديمة. بينما "فقير" هو لقب ديني إيزيدي بمعنى الزاهد أو الناسك.